# 母心 (お笑いコンビ)
母心（ははごころ）は漫才協会に所属するお笑いコンビ。オフィスまめかな所属、落語芸術協会客員。福島県を中心に活動するお笑い集団みちのくボンガーズ（現・ふくしまボンガーズ）の元メンバー。

## メンバー
- 嶋川 武秀（しまかわ たけひで、本名：同じ、1978年7月26日 - ）

ボケ担当。富山県高岡市出身。血液型A型。高岡市立南星中学校、高岡第一高等学校、早稲田大学商学部卒業。和装の女装と鬘が特徴。通称「オカン」。旧芸名は「嶋川最終回」。東京NSC8期生。
妻は所属する「オフィスまめかな」の社長である植野佳奈。一男一女の父。
趣味の歌舞伎鑑賞が高じ、日本舞踊の名取（藤蔭也充）となった。
2021年10月31日に行われた高岡市議会議員選挙に無所属（自由民主党推薦）で立候補。合併前の旧高岡市時代を含め史上最多得票となる11,604票を得てトップ当選し、今後は政治家と漫才師の二足のわらじを履くと語った。
その後、2023年4月9日投開票の富山県議会議員選挙に高岡市選挙区から立候補することを表明し、同年2月27日に高岡市議会議員を辞職した。県議選には自民党推薦の無所属で立候補。14,818票を得てトップで初当選となった。県議会では自民党の会派である「自由民主党富山県議会議員会」の所属となった。
- 関 あつし（せき あつし、本名：関 淳〈読み同じ〉、1979年8月7日 - ）

ツッコミ担当。茨城県日立市出身。血液型A型。茨城県立多賀高等学校、つくば国際大学卒業。
嶋川が議員で活動している都合上、レギュラー番組はほとんど関が単独で務めている。絵や似顔絵を描くことを特技としていて、絵本を出版した経歴を持つ。
既婚で3人の子供がいる。

## 略歴
- 2008年1月、結成。
- 2012年1月、漫才協会へ入会。
- 2021年3月、それまで福島・富山で抱えていたレギュラー番組が大幅に整理される。翌4月、嶋川から「漫才を続けながら、それぞれソロの活動も充実させる」とし、関は既に著作もある絵本作家として、嶋川は10月に行われる高岡市議会議員選挙立候補に向けて地元高岡市で政治活動を行っていくと発表した[13][14]。
- 2023年4月、嶋川が富山県議会議員選挙に立候補し、初当選。

## 芸風
芸風は主に漫才を行っている。歌舞伎の動作に突っ込むネタなどがある。
漫才時における嶋川の女装は2014年の漫才新人大賞優勝以降段階的に少なくなっている。これは同大会表彰時プレゼンターであったビートたけしの「女装に頼らない漫才をしてほしい」旨の発言を受けてのもの。
漫才協会では、新宿カウボーイ、コンパス、カントリーズ、オキシジェンとともに「若手五つ星」として推し出していく方針を2016年の漫才大会で発表した。主に同協会の浅草東洋館での定席興行のほか、円楽一門会の「円楽一門両国寄席」（お江戸両国亭）、さらに不定期であるが落語芸術協会の定席興行にも出演しており、2022年12月より客員として正式に同協会に加入した。
主に寄席中心で活動しているため予選で短いネタを披露しないといけないM-1グランプリでは2016～2017は2回戦敗退であり、2018で1回戦敗退して以降は出場していなかったが、6分ネタを披露する『THE SECOND 〜漫才トーナメント〜』では2024にノックアウトステージに進出し、270対255でジャルジャルに勝利し『16→8』に進出した。

## 受賞歴
- 2012年 - 平成24年度花形演芸大賞 銀賞[19]
- 2014年 - 第13回漫才新人大賞 優勝[20]
- 2019年 - 第50回記念特別公演 『漫才大会』 優勝[21]
- 2023年 - 令和4年度花形演芸大賞 金賞[22]

## 出演

### 現在

#### テレビ
- ゴジてれ Chu !（2008年3月 - 、福島中央テレビ） - 勝手に笑顔グランプリなど担当
- 母心の、この家どうですか?（2019年11月 - 、福島放送）
- いっちゃん☆KNB（2021年3月 - 、北日本放送） - あつし!とやま賢人録 担当 - 関のみ
- ゴジてれ×Sun!（2015年4月 - 、福島中央テレビ） - 関のみ
- ワンエフ（2021年4月 - 、北日本放送） - 関のみ

#### ラジオ
- 母心のだら騒ぎ！（2018年10月 - 、FMとやま）

### 過去
- イケノダイ Hi4（2006年4月 - 2009年3月、福島中央テレビ） - 嶋川のみ
- ゴジてれシャトル（2007年10月 - 2008年3月、福島中央テレビ） - 駅弁ちゅー担当（嶋川のみ）
- かっとびワイド 気分上々カガちゃん一座（2009年4月 - 2015年3月、ラジオ福島）
  - かっとびワイド また出た!カガちゃん!!（2015年4月 - 2017年3月、ラジオ福島）
  - かっとびワイド カガちゃん横丁（2017年3月28日 - 2018年9月、ラジオ福島
- あたふたアフタヌーン（2009年8月 - 2015年3月、ラジオ福島）
- 主役は福島!みんなのテレビ（2010年4月 - 2011年2月、NHK福島） - 関のみ
- 笑点（2013年3月17日・2014年5月25日・2014年12月7日・2017年6月25日・2019年2月19日・2020年2月16日・2022年4月24日・2023年7月23日、日本テレビ）※不定期に出演
- ゼロいち（2013年4月 - 2018年3月18日、北日本放送）
- さすけねぇの?福島（2013年7月、NHK福島）
- オカンのあらいやだ、いい家じゃな〜い♪（2013年10月 - 2016年12月、福島放送） - 嶋川のみ
- 母心のいい家み〜つけた♪（2017年1月 - 2019年10月、福島放送）
- 大喜利プラス 〜あなたはだんだんボケたくなる!〜（2018年6月 - 2018年9月、FMとやま）
- Radio de Show ラジオでしょう（2018年10月 - 2020年3月、ラジオ福島）
- 伊集院光とらじおと（2016年4月 - 2021年4月、TBSラジオ）

## 書籍
関あつし
- 足うらの恋（2020年8月、amazon kindle）ASIN B08G1SB659
- 〜でんしえまきもの〜あれなんじゃ? 電子絵巻物シリーズ（2020年9月、amazon kindle）ASIN B08JV6KKSD
- らっかせい鳥の生態（2021年1月、石田製本）ISBN 4867112127